# José Ramón Díaz Alejandro
José Ramón Díaz Alejandro (La Habana, Cuba, 16 de febrero de 1943) es un artista cubano. Se destacó en las manifestaciones de pintura, dibujo y grabado.

## Exposiciones Personales
Entre sus exposiciones personales se encuentran en 1969 "Alejandro. Galerie Maya", Bruselas, Bélgica. En 1971 "Alejandro". Galerie Jacques Desbrière, París, Francia. En 1974 en Galerie Arta, Ginebra, Suiza y en 1987 "Alejandro". Galerie Du Dragon, París, Francia. En 1991 "Ramón Alejandro". Librairie Claude Oterelo, París, Francia. En 1996 Fundación Previsora Galería, Caracas, Venezuela. En el 2000 "Drawings from “Baralanube”". José Alonso Fine Arts, Miami, Florida, EE. UU..

## Exposiciones Colectivas
En una selección exposiciones colectivas se pueden mencionar en 1965 "Exposición de La Habana". Galería latinoamericana, Casa de las Américas, La Habana, Cuba. En 1967 "Mostra Gráfica Latinoamericana".Istituto Italo Latinoamericano, Roma, Italia. En 1971 "Grands et Jeunes d’Aujourd’hui". Musée d’Art Moderne de la Ville de Paris, Francia . En 1971 "Salon de Mai". Musée d’Art Moderne de la Ville de Paris, París, Francia. En 1984 "Foire Internationale d’Art Contemporain (FIAC)". Grand Palais, París, Francia. En 1987 "Convergencias 87". Galería Minotauro, Caracas, Venezuela y en el 2001 "New Art Off Cuba". José Alonso Fine Arts, Miami, Florida, EE. UU..

## Premios
En el año 1969 al 1971 obtuvo el premio Cintas Foundation Fellowship, Nueva York, EE. UU..

## Colecciones
Su trabajo forma parte de las colecciones de Bibliothéque Municipale d’Angers, Angers, Francia. De la Cabinet des Estampes. Bibliothéque Nationale, París, Francia. Del Centre National d’Art Contemporain (CNAC), París, Francia. Del Musée d’Art Moderne de la Ville de Paris, París, Francia. Del Musée des Beaux Arts de la Ville de Caen, Caen, Francia. Del San Diego Museum of Art, San Diego, California, EE. UU..
- Datos: Q3418671
- Multimedia: Ramón Alejandro / Q3418671